# Jérôme Simon
Pour les articles homonymes, voir Simon.
Jérôme Simon, né le 5 décembre 1960 à Troyes, est un coureur cycliste français. Professionnel de 1982 à 1993, il a notamment remporté une étape du Tour de France et le Grand Prix du Midi libre. 

## Biographie
Trois de ses frères ont été également coureurs cyclistes professionnels : Pascal Simon, Régis Simon et François Simon.

## Palmarès

### Palmarès amateur
- 1979
  - Prix de La Charité-sur-Loire
  - Grand Prix de Tourteron
  - 2e du Grand Prix de Villapourçon
- 1980
  - Route de France
  - Tour de la Haute-Marne
- 1981
  - Ronde des Vosges
  - 2e du Critérium de La Machine
  - 3e du Circuit des Ardennes
  - 3e du Grand Prix des Marbriers
- 1994
  - 3e étape du Tour de Moselle
- 1995
  - Tour de la Haute-Marne
  - 1re et 2e étapes du Tour de Moselle
  - 2e de Dijon-Auxonne-Dijon
  - 2e du Tour de Moselle
- 1996
  - 3e du Grand Prix de Peymeinade

### Palmarès professionnel
- 1983
  - 3e du Circuit de la Sarthe
  - 8e du Tour de Romandie
- 1986
  - Prologue du Tour méditerranéen
  - 4eb étape de Paris-Nice (contre-la-montre par équipes)
  - Tour du Vaucluse
  - 3e du Grand Prix de Cannes
  - 4e du Tour de la Communauté européenne
- 1987
  - 2e de la Subida a Urkiola
  - 5e du Tour de Romandie
  - 5e du Tour de la Communauté européenne
- 1988
  - Grand Prix de Cannes
  - 3e étape de la Route du Sud
  - 4e étape du Grand Prix du Midi libre
  - 9e étape du Tour de France
- 1989
  - Grand Prix du Midi libre :
    - Classement général
    - 2eb étape

  - 3e du Trophée des grimpeurs
- 1990
  - 4e du Grand Prix du Midi libre
  - 7e du Tour de Romandie
- 1991
  - Tour d'Armorique
  - 6e de Paris-Nice
  - 9e du Tour de Suisse
- 1992
  - 4e du Grand Prix du Midi libre
  - 7e de Paris-Nice

## Résultats sur les grands tours

### Tour de France
8 participations
- 1984 : 36e
- 1985 : 24e
- 1987 : 42e
- 1988 : 19e, vainqueur de la 9e étape, Prix de la combativité
- 1989 : 18e
- 1990 : 22e
- 1991 : 23e
- 1992 : 27e

### Tour d'Italie
1 participation
- 1993 : 44e